# 설계
설계(設計)는 공학, 특히 토목, 건축, 기계, 전기, 전자 분야에서 목적물을 만들거나 변경, 해체하는 일에 대한 계획을 세우는 일로 도면이나 각종 계산서, 산출내역서, 시방서 따위를 합쳐서 부르는 말이다. 일반적으로 계획을 세우는 일을 통틀어서 설계라고 부르기도 한다.
설계서 또는 설계도서는 설계의 결과물로 만들어진 일체의 서류를 뜻한다. 대한민국 건축법 상, "설계도서"란 건축물의 건축등에 관한 공사용 도면, 구조 계산서, 시방서(示方書),  건축설비계산 관계서류, 토질 및 지질 관계서류, 기타 공사에 필요한 서류를 말한다. (제2조, 시행령 제1조의2)  대한민국 주택법에 따르면,  제16조에 따른 사업계획승인을 받아 건설되는 주택(부대시설과 복리시설을 포함한다. 이하 이 조, 제29조, 제38조, 제40조 및 제77조에서 같다)을 설계하는 자는 대통령령으로 정하는 설계도서 작성기준에 맞게 설계하여야 한다.(제22조 제1항) 대통령령에서 정한 기준은, “1. 설계도서는 설계도·시방서(示方書)·구조계산서·수량산출서·품질관리계획서 등으로 구분하여 작성할 것  2. 설계도 및 시방서에는 건축물의 규모와 설비·재료·공사방법 등을 기재할 것 3. 설계도·시방서·구조계산서는 상호 보완관계를 유지할 수 있도록 작성할 것 4. 품질관리계획서에는 설계도 및 시방서에 의한 품질확보를 위하여 필요한 사항을 정할 것”(시행령 제23조 제1항)이다.
보통 설계 개요와 기준 검토, 개략 공사비 등을 산정하는 “기본설계”와 실제 설계서를 작성하는 “실시설계”로 나눌 수 있다.

## 같이 보기
- 제도
- 디자인
- 계획
- 결합 응용 설계